# Коромисло синє
Коромисло синє (Aeshna cyanea) — вид бабок родини коромисел (Aeschnidae).

## Поширення
Вид поширений в Європі (від Шотландії до Уральських гір), Північній Африці (Марокко, Алжирі), на Кавказі, в Центральній Азії та Західному Сибіру. Мешкає на висотах до 1400 м над рівнем моря біля стоячих водойм. Населяє берега невеликих озер, боліт і ставків з густою прибережною рослинністю.

## Опис
Тіло завдовжки 65-80 мм, розмах крил до 110 мм. Очі у самців зеленувато-блакитні, у самиць жовтувато-зелені. На лобі чорна пляма у вигляді букви Т. Груди зверху коричневого кольору, з 2 широкими зеленими поздовжніми смужками. Груди з боків зеленого кольору, з чорним малюнком. У самців черевце чорного забарвлення, на спинці зелене, з блакитними бічними плямами. На останніх сегментах черевця всі плями блакитного кольору. У самця верхні анальні придатки черевця на вершинах чітко загнуті вниз. У самиць черевце коричнево-червоного кольору, з зеленими плямами або світло-сірого кольору, зі світло-блакитними плямами.
Великі фасеточні очі складаються з приблизно 28 000 нескладних вічок. Вони разом з рухомою головою забезпечують широкий кут зору та дозволяють помітити потенційну жертву на дистанції в декілька метрів.

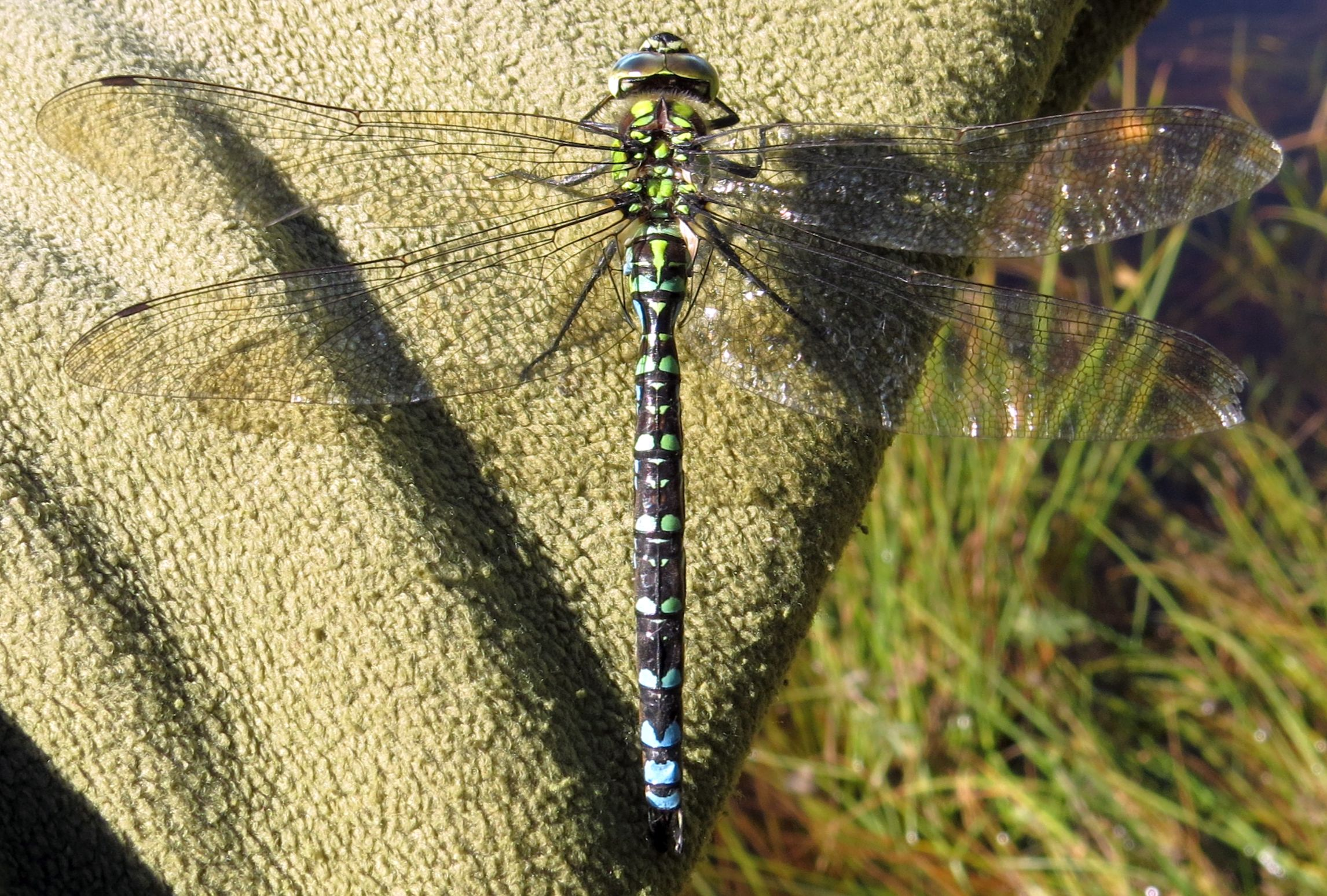
Самець
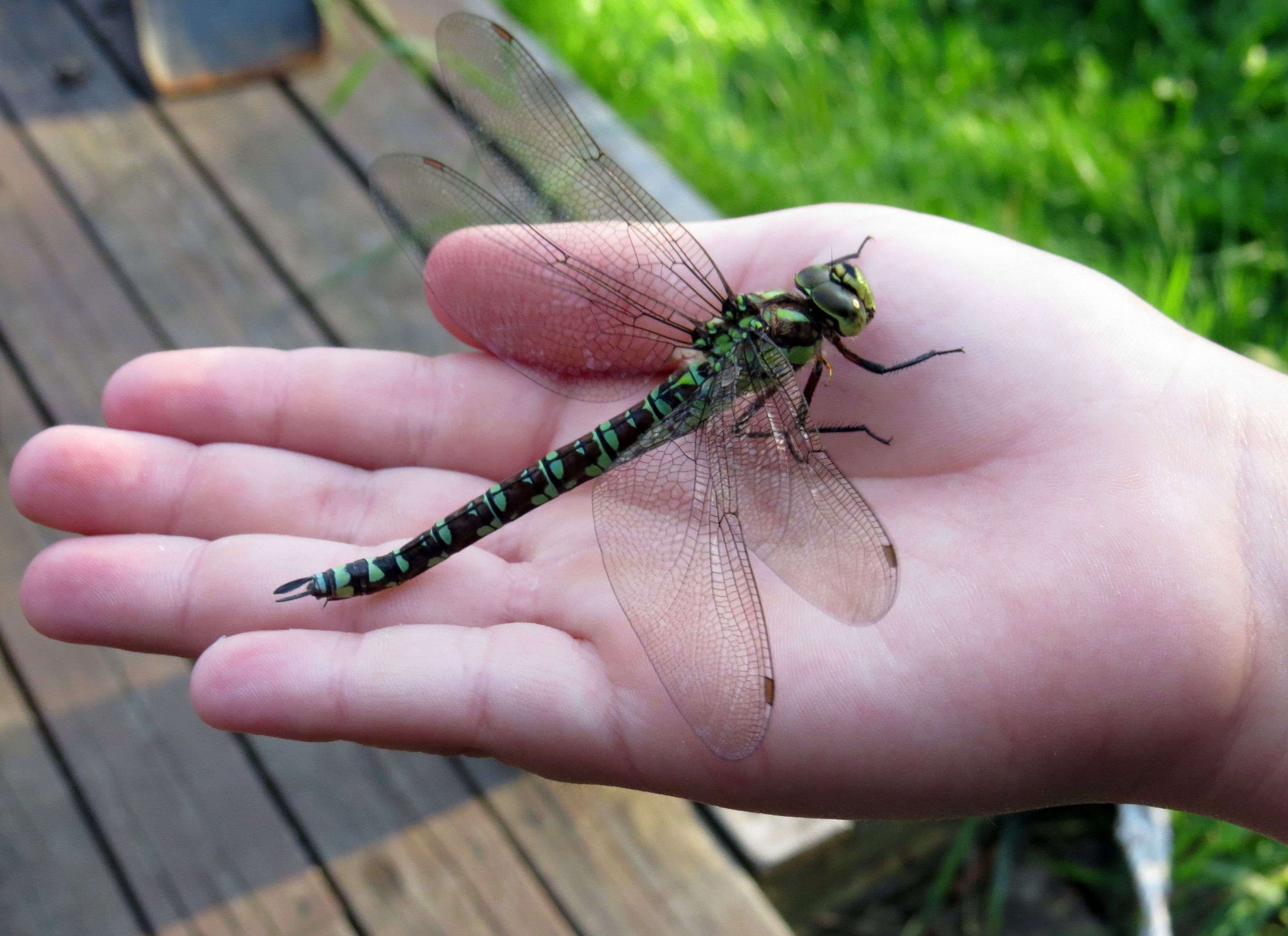
Самиця
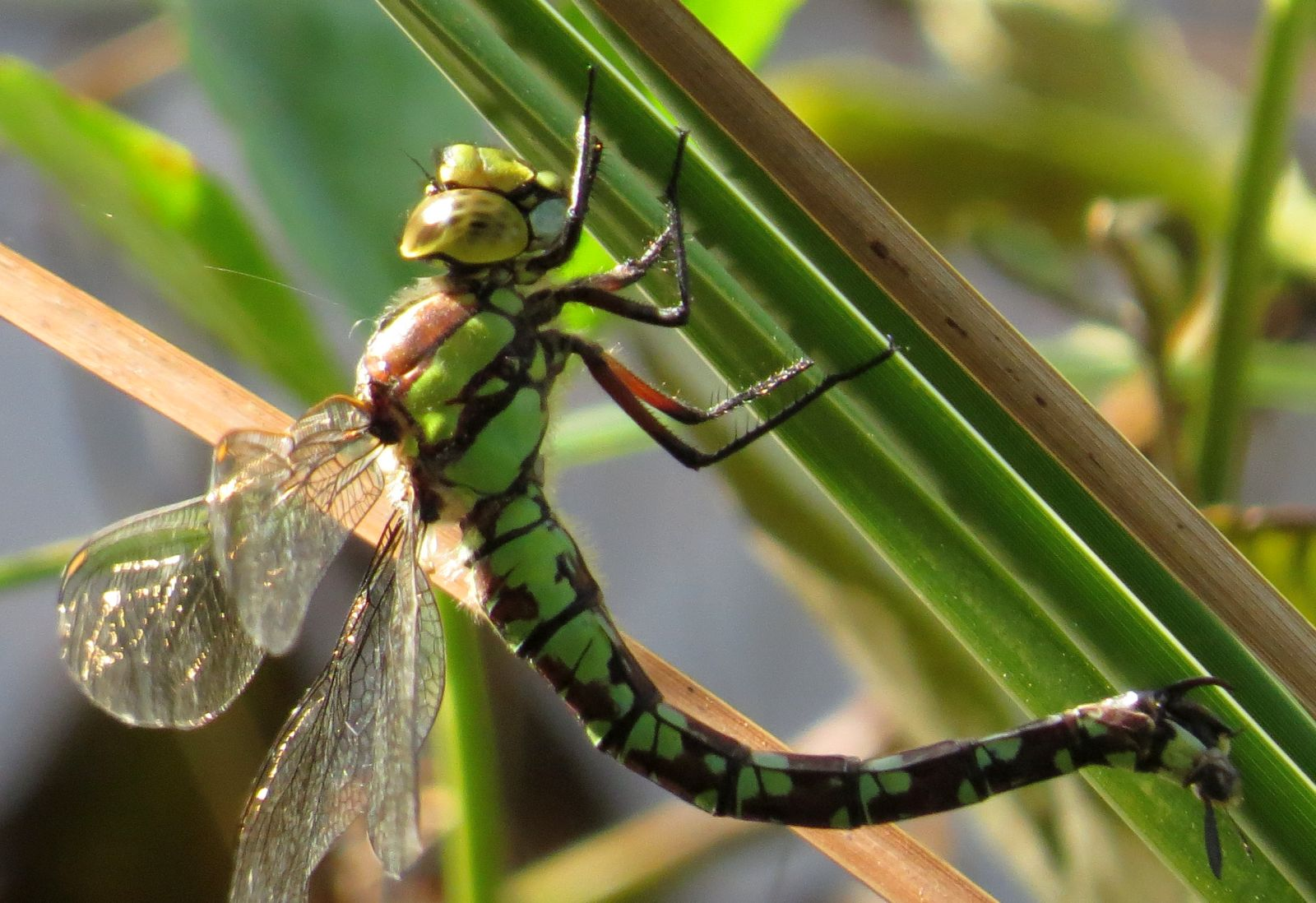
Самиця відкладає яйця
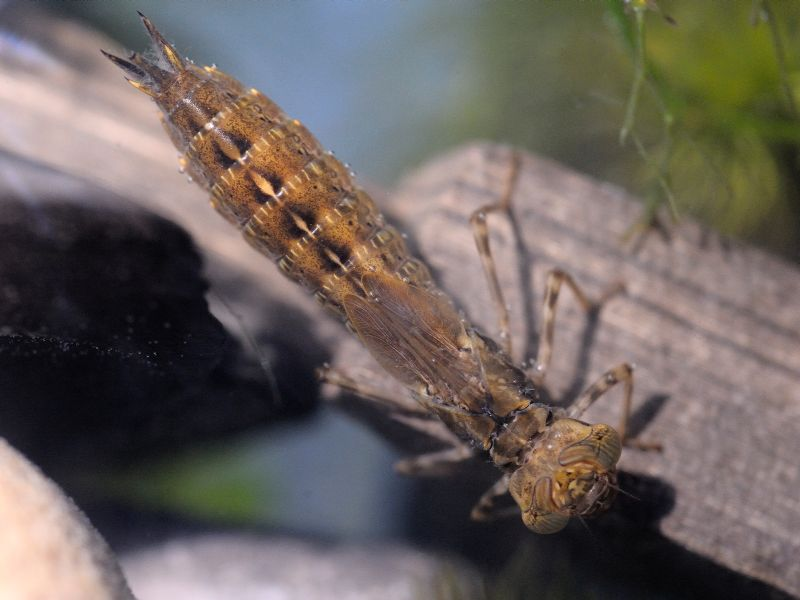
Личинка
- Самиця їсть осу, Vespula vulgaris

## Спосіб життя
Імаго спостерігається з червня по жовтень. Територіальний вид. Активно захищає свою ділянку від вторгнення конкурентів. Бабка може багато годин поспіль літати зі швидкістю до 9 м/с, здійснюючи до 20 помахів крилами за одну секунду. Активний одиночний хижак. Основу раціону складають комарі-дзвінці (Chironomidae), денні метелики (Papilionoformes) та одноденки (Ephemeroptera). Ротовий апарат озброєний парою потужних щелеп (мандибул). Дрібних комах синє коромисло поїдає на льоту, а піймавши більш велику здобич, сідає на найближчу рослину й спокійно її з'їдає. Після прийому їжі воно ретельно чистить лапки та знову вирушає в політ.
Сезон розмноження триває з червня по жовтень. Зазвичай спарювання починається на землі, а закінчується в верхівках дерев. Воно триває до 5-10 хвилин. Самиці відкладають яйця у вологих мох або відмерлі частини водних рослин. В одній кладці буває 20-30 яєць. Личинки з'являться навесні наступного року. Впродовж розвитку личинка линяє 10 разів. Живучи в водоймі, вона активно поїдає личинок мух, волохокрильців та іншу різноманітну дрібну безхребетну живність.